# Польова (Польща)
Польова (пол. Polowa) — село в Польщі, у гміні Щерцув Белхатовського повіту Лодзинського воєводства.
Населення — 257 осіб (2011).
У 1975-1998 роках село належало до Пйотрковського воєводства.

## Демографія
Демографічна структура станом на 31 березня 2011 року:
|          | Загалом | Допрацездатний вік | Працездатний вік | Постпрацездатний вік |
| -------- | ------- | ------------------ | ---------------- | -------------------- |
| Чоловіки | 129     | 27                 | 95               | 7                    |
| Жінки    | 128     | 24                 | 83               | 21                   |
| Разом    | 257     | 51                 | 178              | 28                   |